# Aristocràcia
El terme aristocràcia es refereix a la forma de govern en què el poder era ostentat pels millors o els notables d'una comunitat. Etimològicament deriva de les paraules gregues aristos, "millor" i kratein "domini". Avui dia, aquest terme defineix la forma de govern en què el poder és ostentat per una elit tancada, un grup social minoritari o privilegiat econòmicament o per raó del seu llinatge, intel·ligència o nivell cultural.

## Història del terme
El concepte aristocràcia va sorgir a l'antiga Grècia per referir-se al grup de ciutadans joves que encapçalaven els exèrcits aixecant llurs espases. Atès que el coratge militar era un valor estimat de l'Antiga Grècia, els exèrcits eren encapçalats pels "millors". Plató als seus escrits usa el terme assimilant els millors als filòsofs i proposant una república ideal governada per la raó.
Després el terme va passar a l'alta edat mitjana per referir-se a la classe social latifundista i guerrera i que transmetia la pertinència a l'aristocràcia de pares a fills de manera hereditària. Més endavant, als inicis de baixa edat mitjana, va autojustificar-se com a classe dirigent institucionalitzant i posant per escrit una sèrie de privilegis que els diferenciaven de la resta de la societat: fou llavors quan es va crear la categoria jurídica de la noblesa, terme que assumia també el concepte d'aristocràcia.
Posteriorment els grups nobiliaris van començar a compartir l'accés al poder polític i econòmic amb les classes ascendents del món urbà que s'havien enriquit gràcies al comerç, i amb les quals es van fusionar sovint creant noves famílies amb els privilegis nobles dels uns i els diners dels altres. De totes maneres a llavors el terme aristocràcia es va mantenir només per designar la més alta noblesa.
Una de les causes de la Revolució Francesa va ser la idea que l'aristocràcia ja no representava a les "millors" persones de la societat. L'exèrcit havia estat modernitzat per Lluís XVI de França i els aristòcrates ja no l'encapçalaven, sinó que dirigien els seus moviments a distància. Els aristòcrates havien aconseguit el seu estatus per naixement i no pas per mèrit, i això era considerat un insult a la nova burgesia i a les noves formes liberals. El terme, per tant, va començar a ser un símbol d'aquelles persones que reclamaven privilegis i luxes basats per haver nascut en una família privilegiada o noble i no pels seus mèrits individuals.